# The Home at Hong Kong
Pour plus de détails, voir Fiche technique et Distribution.
The Home at Hong Kong (家在香港, Ga joi Heung Gong) est un film dramatique hongkongais réalisé par King Hoi-lam et sorti en 1983 à Hong Kong.
Il totalise 4 830 255 HK$ de recettes au box-office.

## Synopsis
Alan Wong (Andy Lau) est un jeune de Hong Kong qui a la ferme intention de gravir les échelons de l'échelle sociale. Avec l'aide d'Erica (Carroll Gordon), femme d'affaires et métisse d'origine étrangère, il intègre une société immobilière et sait saisir les opportunités qui s'offrent à lui pour occuper des postes à responsabilités. Plus tard, il fait la connaissance de Cheung Ting-ting (Chu Hoi-ling), une fille de Chine continentale arrivée illégalement à Hong Kong, voit sa souffrance et tombe amoureux d'elle. Lorsque le secteur de l'immobilier connaît une crise, de nombreux hommes d'affaires étrangers quittent Hong Kong tandis qu'Alan et Erica refusent d'immigrer à l'étranger.
Par jalousie, Erica informe la police que Ting est une immigrante illégale avant de se suicider. Alan et Ting se déguisent en réfugiés vietnamiens pour s'échapper, mais Ting refuse de le faire. Oncle Fu (Ku Feng), un gardien ayant toujours voulu mourir dans sa maison familiale, perd la vie en aidant Ting à s'échapper. Une autre jeune fille, la petite amie de Lee Kin-fai (Newton Lai (en)), en raison de l’empressement de sa famille à immigrer, se marie à un gérant de cabaret qui l’aide à Hong Kong. Fai perd son estime de soi et sa santé mentale après avoir été blessé lors d'un match de boxe.

## Fiche technique
- Titre original : 家在香港
- Titre international : The Home at Hong Kong
- Réalisation : King Hoi-lam
- Scénario : Chan Man-kwai (en)
- Photographie : Abdul M. Rumjahn
- Montage : Kam Ma
- Musique : Wu Da Jiang
- Production : Anthony Chow
- Société de production : Golden Harvest et Paragon Films
- Société de distribution : Golden Harvest
- Pays d'origine :  Hong Kong
- Langue originale : cantonais
- Format : couleur
- Genre : drame
- Durée : 99 minutes
- Dates de sortie :
  -  Hong Kong : 19 août 1983

## Distribution
- Andy Lau : Alan
- Chu Hoi-ling : Cheung Ting-ting
- Ku Feng : Oncle Fu
- Carroll Gordon : Erica
- Isabella Kau : Hung
- Newton Lai (en) : Lee Kin-fai
- Ng Wui (en) : l'oncle de Ting
- Chui Yee : la tante de Ting
- Leung Hak-shun : le directeur de compagnie d'Anderson
- Wong Hung : le spéculateur immobilier
- Lee Chuen-sing : le formateur en vente cosmétique
- Diego Swing : un hôte de la fête d'Erica
- Eric Berman : Anderson
- Pak Sha-lik : un homme assistant au combat souterrain
- Chan Ling-wai : un combattant souterrain
- Pomson Shi : l'arbitre de boxe
- Lui Tat : un gardien
- Yat Poon-chai : un policier
- Luk Ying-hong : un policier